# Psilocybin
Psilocybin er et naturligt forekommende psykedelikum fra svampe af bl.a. slægterne Psilocybe og Glanshat (Panaeolus). I Danmark vokser bl.a. den potente psilocybin-svamp Psilocybe semilanceata (spids nøgenhat).
Psilocybin og psilocybin-holdige svampe er jf. bekendtgørelsen om euforiserende stoffer klassificeret under liste B og må kun benyttes til medicinsk og videnskabeligt brug.

## Virkninger af indtagelse

### Omdannelse i kroppen
Psilocybin er et prodrug, der efter indtagelse omdannes ved kemisk metabolisering til psilocin. Psilocin er et stof der allerede befinder sig i f.eks. svampe, dog i små mængder sammenlignet med psilocybin.
Psilocin ligner strukturelt en af hjernens neurotransmittere, serotonin. Dette gør stoffet i stand til at til at binde sig agonistisk til serotonin receptorerne (især den excitatoriske 5-HT2A-receptor) og påvirker derved centralnervesystemet.

### Effekten
Følgevirkningerne begynder ca. 10 – 40 minutter efter indtagelse, afhængigt af maveindholdet og den mængde, man har spist og det individuelle stofskifte. Halveringstiden for psilocybin er 163 ± 64 minutter hvis det indtages oralt, eller 74.1 ± 19.6 minutter hvis det tages intravenøst.
De fleste oplever rusen som en ophøjet, åndelig oplevelse – især hvis de følger Timothy Learys råd og retningslinjer.[kilde mangler]
Indtagelse kan også føre til en negativ oplevelse, når brugeren bliver udsat for det såkaldte "horrortrip" eller bad trip. Så kan man blive nødsaget til at udholde timer med skræmmende hallucinationer, som kan være ledsagede af langvarige angstanfald.[kilde mangler]
Der er til dato ikke påvist signifikante bivirkninger ved indtagelse, men der har, især historisk, været fokus på en potentiel risiko for udvikling af Hallucinogen Persisting Perception Disorder (HPPD).
Vær opmærksom på Wikipedias lægelige forbehold!

## Medicin
I nyere tid er der forsket i psilocybins mulige rolle som et antidepressivum. Et studie fra 2017 viser gode resultater i behandlingen af depressioner der ellers ikke har kunnet behandles, studiet var begrænset af, at der var få forsøgspersoner og at protokollen ikke var blindet. Der er behov for yderligere forskning og der advares mod selvmedicinering.
En undersøgelse fra november 2022, viser lovende resultater, og en signifikant forbedring af depression, efter en 25mg koncentreret dosis, med efterfølgende terapi. Undersøgelsen viser at forbedringen specielt er relevant ved behandlingsresistent depression

## Mulig syntese vej
Eftersom psilocybin-svampene indeholder forskellig mængder af psilocybin, vil det kunne kontrolleres bedre med en kemisk fremstilling af stoffet psilocybin, da kroppen klarer resten af omdannelsen.[kilde mangler]
Psilocybin-molekylets struktur har man kendt til i over 60 år, men da det endnu ikke var afklaret, hvorledes psilocybinsvampene dannede stoffet. Derfor gik en forsknings gruppe i gang med at finde svaret, hvilket ledte dem til en syntesevej fra aminosyren tryptofan med de fire følgende enzymer:  PsiD, PsiK, PsiM og PsiH i psilocybinsvampen psilocybe cubensis. Forskningsgruppen viste også at N,N-dimetyleringen katalyseret af PsiM er det afsluttende trin i biosyntesen, hvor man førhen har tænkt andet

### 1. Enzym
Det første enzym benævnes PsiD, forkortelse for psilocybin decarboxylase, og er et nyopdaget enzym i stand til at decarboxylere tryptofan til tryptamin. PsiD er derved en decarboxylase, da den katalyserer fraspaltning af {\displaystyle CO_{2}} fra en syregruppe.

### 2. Enzym
Det andet trin i syntesevejen udføres af monooxygenasen PsiH, som hydroxylerer tryptamine til 4-hydroxytryptamin. 

### 3. Enzym
Det tredje enzym PsiK katalyserer overførslen af en funktionel fosfat-gruppe og er derfor et enzym af gruppen transferase. PsiK, en forkortelse for psilocybin kinase, er det enzym som er skyld i fosforyleringen af 4-hydroxytryptamin til norbaeocystin.

### 4. Enzym
Det fjerde enzyme er metyltransferasen PsiM, forkortelse af psilocybin metyltransferase. PsiM katalyserer metyleringen af norbaeocystin til baocystin, of derefter baeocystin til psilocybin som det afsluttende trin .